# Lisa's First Word
"Lisa's First Word" är avsnitt 10 från säsong fyra av Simpsons. Avsnittet sändes på Fox den 3 december 1992. I avsnittet försöker familjen Simpson få Maggie att börja prata. Då det misslyckas börjar Marge berätta historien om Lisas första ord för sina barn. Elizabeth Taylor medverkar i avsnittet som rösten till Maggie. Avsnittet regisserades av Mark Kirkland och skrevs av Jeff Martin.

## Handling
Familjen Simpson försöker förgäves få Maggie att säga sitt första ord, men då det inte ger resultat, börjar Marge berätta för sina barn, historien om Lisas första ord. Homer, Marge och den då tvååriga Bart bor i en lägenhet, i Lower East Side, Springfield. Marge meddelar Homer att hon är gravid igen och berättar att de måste köpa ett större hus. Efter lite letande fastnar de för 742 Evergreen Terrace och köper det, efter att Homer lånat 15 000 dollar till handpenningen från sin far, efter att han sålt sitt eget hus. Familjen flyttar in i sitt nya hem samtidigt som Krusty börjar en kampanj för olympiska sommarspelen 1984 där han lovar varje kund en gratis lott, där priset är en gratis hamburgare om USA tar guld i grenen som står på lotten.
Lotteriet är dock riggat så att de endast innehåller grenar där "kommunister aldrig förlorar". Men eftersom Sovjetunionen bojkottade spelen förlorade Krusty 44 miljoner dollar på lotteriet. Lisas födsel närmar sig och Bart tvingas lämna spjälsängen till förmån för den nya bebisen. Homer bygger en egen säng till Bart som är i form av en clown. Clownens utseende skrämmer dock Bart, så han vågar inte sova i sängen. Det är förlossningsdag och Bart får stanna hos familjen Flanders under tiden men han får också där svårt att sova.
Lisa är född och hon får all uppmärksamhet vilket gör Bart avundsjuk på henne. Han försöker att bli av med henne genom att sätta henne i en brevlåda och skjuta henne genom Flanders hunddörr. Så småningom ger han upp och är på väg att rymma, när Lisa säger sitt första ord, "Bart". Glad över att hans namn är hans systers första ord, förklarar Marge för Bart att Lisa älskar honom. Han accepterar henne då som sin lillasyster. Tillbaka till nutiden, är det dags för Homer att lägga Maggie till sängs. Han säger till henne att så fort man lär sig prata så slutar man aldrig, och säger till henne att han hoppas att hon aldrig säger ett ord. Men så snart han lämnar rummet säger hon "pappa", innan hon somnar.

## Produktion
"Lisa's First Word" skrevs av Jeff Martin och regisserades av Mark Kirkland. Mike Reiss och Al Jean kom med idén till avsnittet, eftersom de ville ha ett avsnitt när Maggie sa sitt första ord, som skulle vara "pappa", men ingen skulle höra henne säga det. Jeff Martin fick i uppdrag att skriva avsnittet eftersom han redan hade gjort ett flashback avsnitt, "I Married Marge".
Innan Martin började skriva på manuset gick han igenom gamla tidningar från 1983 och 84. I avsnittet bygger Homer en säng formad som en clown till Bart. Idén kom från Mike Reiss, vars pappa hade byggt en liknande säng till honom när han var yngre, och precis som Bart var Reiss rädd för att sova i den. I avsnittet sjunger Homer "Girls Just Want To Have Fun", en sång som släpptes året som den utspelar sig. Den delen lades in i slutet av Chuck Sheetz efter att man upptäckt att avsnittet var för kort.
Fox ansåg att Homer inte borde säga till Marge att Bart ska kyssa hans håriga, gul rumpa när Marge berättade för honom att Bart kan bli avundsjuk på Lisa, detta eftersom Bart bara var två år. Rösten till Maggie gjordes av Elizabeth Taylor, 
när man började göra reklam för avsnittet berättade man inte vem som skulle göra rösten till Maggie. Även om Taylor bara hade ett ord med i avsnittet, fick hon göra många omtagningar då producenterna tyckte att det lät för sexigt.

## Kulturella referenser
Samma dag som Lisa föddes var huvudnyheten i Springfield Shopper ("Mondale till Hart: Where's the beef?") vilket är slogan för Wendy's sedan 1984. Den skapades efter att Mondale som var kandidat för presidentvalet i USA 1984 sa den repliken till en av sina konkurrenter. Marge börjar berätta sin historia om Lisas första ordet genom att berätta att under våren 1983 slog Ms. Pac-Man ett slag för kvinnors rättigheter och Joe Piscopo lärde oss hur man skrattar, en referens till Ms. Pac-Man och Joe Piscopo.
Avsnittet innehåller ett Itchy & Scratchy-avsnitt, kallat "100-Yard Gash”, som innehåller musiken från filmen Triumfens ögonblick. När Homer och Marge tittar på en husbåt i jakten på en ny bostad, blir Horatio McCallister anfallen av en haj som hugger av ett av hans ben, men han fortsätter att kämpa som en referens till Hajen. Krusty Burgers lotteri är baserat på en liknande kampanj som McDonald's gjorde inför OS 1984 som McDonald's förlorade miljoner på.

## Mottagande
"Lisa's First Word" hamnade på plats 13 över det mest sedda avsnitt under veckan med en Nielsen rating på 16.6, vilket ger 15,5 miljoner hushåll, och var det mest sedda på Fox under veckan. Paul Lane på Niagara Gazette anser att avsnittet är säsongens bästa. David Johnson på DVD Verdict anser att avsnittet är ett av de bästa flashback-avsnitten. I Orlando Sentinel anser Gregory Hardy att avsnittet är det 14:de bästa TV-avsnittet i en serie med temat sport. Elizabeth Taylors medverkan som Maggie gav henne plats 13 på IGNs lista över de bästa gästskådspelarna. Taylor är också med på en liknande lista på America Online. Todd Everett har skrivit i Variety att de valde Elizabeth Taylor som rösten för Maggie när hon sa sitt första ord som ett PR-trick.
Nathan Ditum från Total Film anser att hon är det bästa gästskådespelaren i seriens historia. Efter att Taylor avled sände Fox avsnittet den 3 april 2011. Efter att Bart sover i sängen som är formad som en clown, säger han "can't sleep, clown will eat me" (kan inte sova, clownen äter mig). Denna replik inspirerade Alice Cooper till sången "Can't Sleep, Clowns Will Eat Me'. Avsnittet finns utgiven på DVD och på VHS i samlingen The Simpsons: Greatest Hits.